# Trollvadászok
A Trollvadászok (eredeti cím: Trollhunters: Tales of Arcadia) 2016-ban bemutatott amerikai számítógépes-animációs fantasysorozat, amelyet Guillermo del Toro alkotott a Netflixnek. A sorozat a DreamWorks Animation és a Double Dare You Productions gyártásában készült és a Netflix forgalmazásában jelent meg. Az első évad első két része a New York-i Comic-Conon mutatkozott be azelőtt, hogy a Netflix kiadta volna. A Netflix az első évadot 2016. december 23-án, a másodikat 2017. december 15-én, míg a harmadik évad és egyben a sorozat fináléját 2018. május 25-én vetítette. Magyarországon a több Netflix és Dreamworks sorozatot is bemutató Minimax mutatta be 2018. július 13-án.

## Ismertető
Arcadia városa alatt a trollok titkos civilizációja él, amiről az emberek nem tudnak. A trollok közös ellenségei a Gumm-Gummok, a Darklands-i (Sötétföldén elő) gonosz trollok. A trollok választott harcosa, a ,,Trollvadász" néven védi őket a Gumm-Gummoktól és más sötét, gonosz trolloktól.

## Szereplők
| Szereplő                       | Eredeti hang                                          | Magyar hang                                             |
| ------------------------------ | ----------------------------------------------------- | ------------------------------------------------------- |
| Jim Lake Jr. / Trollvadász     | Anton Yelchin (1-41. rész) Emile Hirsch (42-52. rész) | Berkes Bence                                            |
| Tobias "Toby" Domzalski        | Charlie Saxton                                        | Ungvári Gergely                                         |
| Claire Nuñez                   | Lexi Medrano                                          | Györfi Laura                                            |
| Hunyorosz "Hunyori" Galadrigal | Kelsey Grammer                                        | Háda János                                              |
| Aaarrrgghh                     | Fred Tatasciore                                       | Varga Rókus                                             |
| Draal                          | Matthew Waterson                                      | Barabás Kiss Zoltán                                     |
| Vendel                         | Victor Raider-Wexler                                  | Bácskai János                                           |
| Kanjigar                       | Tom Hiddleston (1. rész) James Purefoy (14-52. rész)  | Bolla Róbert                                            |
| Bular                          | Ron Perlman                                           | Schneider Zoltán                                        |
| Walter Strickler               | Jonathan Hyde                                         | Jakab Csaba                                             |
| Nomura                         | Lauren Tom                                            | Szórádi Erika                                           |
| NemEnrique                     | Jimmie Wood                                           | Bor László                                              |
| Rágcsa törp                    | Rodrigo Blaas                                         | Eredeti hang                                            |
| Barbara Lake                   | Amy Landecker                                         | Haffner Anikó                                           |
| Steve Palchuk                  | Steven Yeun                                           | Penke Bence                                             |
| Eli Pepperjack                 | Cole Sand                                             | Császár András (1. évad) Berecz Kristóf Uwe (2-3. évad) |
| Mary Wang                      | Lauren Tom                                            | Molnár Ilona                                            |
| Darci Scott                    | Yara Shahidi                                          |                                                         |
| Señor Uhl                      | Fred Tatasciore                                       | Király Adrián                                           |
| Lawrence edző                  | Thomas F. Wilson                                      | Orosz Gergely                                           |
| Lenora Janeth                  | Laraine Newman                                        | Nyírő Eszter                                            |
| Nancy Domzalski                | Laraine Newman                                        | Bessenyei Emma                                          |
| Ophelia Nuñez                  | Andrea Navedo                                         | Vadász Bea                                              |
| Javier Nuñez                   | Tom Kenny                                             | Maday Gábor                                             |
| Louis Scott                    | Ike Amadi                                             | Pál Tamás                                               |
| Mario Muelas                   | Guillermo del Toro                                    | Bolla Róbert                                            |
| Bagdwelle                      | Fred Tatasciore                                       | Lázár Erika                                             |
| Gatto                          | Fred Tatasciore                                       | Albert Péter                                            |
| Gunmar                         | Clancy Brown                                          | Rosta Sándor                                            |
| Angor Rot                      | Ike Amadi                                             | Maday Gábor                                             |
| Dictatious Galadrigal          | Mark Hamill                                           | Bartók László                                           |
| Otto Scaarbach                 | Tom Kenny                                             | Petridisz Hrisztosz                                     |
| Usurna királynő                | Anjelica Houston                                      | Orosz Anna                                              |
| Morgana / A Sápadt Hölgy       | Lena Headey                                           | Makay Andrea (22. rész) Tóth Szilvia (39-52. rész)      |
| Merlin                         | David Bradley                                         | Bácskai János (37. rész) Forgács Gábor (45-52. rész)    |
| Douxie Casperan                | Colin O'Donoghue                                      | Bogdán Gergő                                            |
| Aja Tarron                     | Tatiana Maslany                                       | Magyar Viktória                                         |
| Krel Tarron                    | Diego Luna                                            | Baráth István                                           |

## Magyar változat
A szinkront a Minimax megbízásából a Subway Stúdió készítette.
- Bemondó: Korbuly Péter
- Magyar szöveg: Markwarth Zsófia (1x01-15; 2x04-06), Szirmai Hedvig (1x16-20, 23-26; 2x07-09; 3x03-05, 12-13), Hofer László (1x21-22), Fórián Eszter (2x01-03, 13; 3x01-02), Szalai Eszter (2x10-12; 3x06-11)
- Hangmérnök: Johannis Vilmos
- Gyártásvezető: Szerepi Hella (1. évad), Terbócs Nóra (2-3. évad)
- Szinkronrendező: Kozma Attila (1. évad), Johannis Vilmos (2-3. évad)
- Produkciós vezető: Kicska László

## Epizódok
| Évad | Évad | Epizódok | Epizódok | Eredeti sugárzás   | Eredeti sugárzás   | Magyar sugárzás  | Magyar sugárzás     |
| Évad | Évad | Epizódok | Epizódok | Évadpremier        | Évadfinálé         | Évadpremier      | Évadfinálé          |
| ---- | ---- | -------- | -------- | ------------------ | ------------------ | ---------------- | ------------------- |
|      | 1    | 26       | 26       | 2016. december 23. | 2016. december 23. | 2018. július 13. | 2018. augusztus 17. |
|      | 2    | 13       | 13       | 2017. december 15. | 2017. december 15. | 2020. január 1.  | 2020. január 17.    |
|      | 3    | 13       | 13       | 2018. május 25.    | 2018. május 25.    | 2020. január 23. | 2020. február 6.    |

### 1. évad (2016)
| #   | #   | Eredeti cím                      | Magyar cím                       | Eredeti premier    | Magyar premier      |
| --- | --- | -------------------------------- | -------------------------------- | ------------------ | ------------------- |
| 1.  | 1.  | Becoming: Part 1                 | Átváltozás, 1. rész              | 2016. december 23. | 2018. július 13.    |
| 2.  | 2.  | Becoming: Part 2                 | Átváltozás, 2. rész              | 2016. december 23. | 2018. július 16.    |
| 3.  | 3.  | Wherefore Art Thou, Trollhunter? | Mi végre vagy te trollvadász     | 2016. december 23. | 2018. július 17.    |
| 4.  | 4.  | Gnome Your Enemy                 | Az ellenség törpésítése          | 2016. december 23. | 2018. július 18.    |
| 5.  | 5.  | Waka Chaka!                      | Waka chaka                       | 2016. december 23. | 2018. július 19.    |
| 6.  | 6.  | Win Lose or Draal                | Nyersz, veszítesz vagy jön Draal | 2016. december 23. | 2018. július 20.    |
| 7.  | 7.  | To Catch a Changeling            | Az Alakváltó nyomában            | 2016. december 23. | 2018. július 23.    |
| 8.  | 8.  | Adventures in Trollsitting       | Kalandos trollszitterkedés       | 2016. december 23. | 2018. július 24.    |
| 9.  | 9.  | Bittersweet Sixteen              | Keserédes tizenhat év            | 2016. december 23. | 2018. július 25.    |
| 10. | 10. | Young Atlas                      | Fiatal Atlasz                    | 2016. december 23. | 2018. július 26.    |
| 11. | 11. | Recipe for Disaster              | Katasztrófa receptre             | 2016. december 23. | 2018. július 27.    |
| 12. | 12. | Claire and Present Danger        | Claire vészhelyzetben            | 2016. december 23. | 2018. július 30.    |
| 13. | 13. | The Battle of Two Bridges        | A két híd csatája                | 2016. december 23. | 2018. július 31.    |
| 14. | 14. | Return of the Trollhunter        | A trollvadász visszatér          | 2016. december 23. | 2018. augusztus 1.  |
| 15. | 15. | Mudslinging                      | Sárdobálás                       | 2016. december 23. | 2018. augusztus 2.  |
| 16. | 16. | Roaming Fees May Apply           | Nem roamingmentes övezet         | 2016. december 23. | 2018. augusztus 3.  |
| 17. | 17. | Blinky's Day Out                 | Hunyori nagy napja               | 2016. december 23. | 2018. augusztus 6.  |
| 18. | 18. | The Shattered King               | A Szétzúzott Király              | 2016. december 23. | 2018. augusztus 7.  |
| 19. | 19. | Airheads                         | Lebegő csapat                    | 2016. december 23. | 2018. augusztus 8.  |
| 20. | 20. | Where Is My Mind?                | Agymenés                         | 2016. december 23. | 2018. augusztus 9.  |
| 21. | 21. | Party Monster                    | Parti szörnyeteg                 | 2016. december 23. | 2018. augusztus 10. |
| 22. | 22. | It's About Time                  | Idő kérdése                      | 2016. december 23. | 2018. augusztus 13. |
| 23. | 23. | Wingmen                          | Haverok                          | 2016. december 23. | 2018. augusztus 14. |
| 24. | 24. | Angor Management                 | Angor                            | 2016. december 23. | 2018. augusztus 15. |
| 25. | 25. | A Night to Remember              | Felejthetetlen éjszaka           | 2016. december 23. | 2018. augusztus 16. |
| 26. | 26. | Something Rotten This Way Comes  | Maga az enyészet jön erre        | 2016. december 23. | 2018. augusztus 17. |

### 2. évad (2017)
| #   | #   | Eredeti cím                       | Magyar cím | Eredeti premier    | Magyar premier   |
| --- | --- | --------------------------------- | ---------- | ------------------ | ---------------- |
| 27. | 1.  | Escape from the Darklands         |            | 2017. december 15. | 2020. január 1.  |
| 28. | 2.  | Skullcrusher                      |            | 2017. december 15. | 2020. január 2.  |
| 29. | 3.  | Grand Theft Otto                  |            | 2017. december 15. | 2020. január 3.  |
| 30. | 4.  | KanjigAAARRRGGHH!!!               |            | 2017. december 15. | 2020. január 6.  |
| 31. | 5.  | Homecoming                        |            | 2017. december 15. | 2020. január 7.  |
| 32. | 6.  | Hiss Hiss, Bang Bang              |            | 2017. december 15. | 2020. január 8.  |
| 33. | 7.  | Hero with a Thousand Faces        |            | 2017. december 15. | 2020. január 9.  |
| 34. | 8.  | Just Add Water                    |            | 2017. december 15. | 2020. január 10. |
| 35. | 9.  | Creepslayerz                      |            | 2017. december 15. | 2020. január 13. |
| 36. | 10. | The Reckless Club                 |            | 2017. december 15. | 2020. január 14. |
| 37. | 11. | Unbecoming                        |            | 2017. december 15. | 2020. január 15. |
| 38. | 12. | Mistrial and Error                |            | 2017. december 15. | 2020. január 16. |
| 39. | 13. | In the Hall of the Gumm-Gumm King |            | 2017. december 15. | 2020. január 17. |

### 3. évad (2018)
| #   | #   | Eredeti cím                  | Magyar cím | Eredeti premier | Magyar premier   |
| --- | --- | ---------------------------- | ---------- | --------------- | ---------------- |
| 40. | 1.  | A Night Patroll              |            | 2018. május 25. | 2020. január 23. |
| 41. | 2.  | Arcadia's Most Wanted        |            | 2018. május 25. | 2020. január 24. |
| 42. | 3.  | Bad Coffee                   |            | 2018. május 25. | 2020. január 25. |
| 43. | 4.  | So I'm Dating a Sorceress    |            | 2018. május 25. | 2020. január 27. |
| 44. | 5.  | The Exorcism of Claire Nuñez |            | 2018. május 25. | 2020. január 28. |
| 45. | 6.  | Parental Guidance            |            | 2018. május 25. | 2020. január 29. |
| 46. | 7.  | The Oath                     |            | 2018. május 25. | 2020. január 30. |
| 47. | 8.  | For the Glory of Merlin      |            | 2018. május 25. | 2020. január 31. |
| 48. | 9.  | In Good Hands                |            | 2018. május 25. | 2020. február 1. |
| 49. | 10. | A House Divided              |            | 2018. május 25. | 2020. február 3. |
| 50. | 11. | Jimhunters                   |            | 2018. május 25. | 2020. február 4. |
| 51. | 12. | The Eternal Knight: Part 1   |            | 2018. május 25. | 2020. február 5. |
| 52. | 13. | The Eternal Knight: Part 2   |            | 2018. május 25. | 2020. február 6. |